# Lagochilus botschantzevii
Lagochilus botschantzevii là một loài thực vật có hoa trong họ Hoa môi. Loài này được Kamelin & Tzukerv. mô tả khoa học đầu tiên năm 1983.